# Club Foot Orchestra
Club Foot Orchestra is een Amerikaanse avant garde-jazz en swingband. De groep, die geen vaste samenstelling heeft, is vooral bekend geworden door filmmuziek voor stomme films.
Het ensemble werd in 1983 in San Francisco opgericht door Richard Marriott. Hij woonde boven een performance art-nachtclub, Club Foot, waar zijn groep het huisorkest werd. In 1986 kwam hun eerste plaat uit met een mix van swing, post bop, lounge en rock. Op dit album speelt onder meer de gitarist Snakefinger. Een tweede lp kwam een jaar later uit, met meer rock en enkele vocale nummers. Muzikanten die op deze platen meespeelden waren onder meer Eric Drew Feldman en Dave Barrett. Daarna richtte Marriott zich vooral op het schrijven van filmmuziek voor stomme films. In 1987 werd zijn muziek voor 'Das Cabinet des Dr. Caligari' voor het eerst uitgevoerd op het filmfestival van Mill Valley. Met Gino Robair schreef hij een score voor Murnaus klassieker 'Nosferatu', die veel succes had. Nieuwe muziek voor Metropolis, Sherlock Jr. van Buster Keaton, Pandora's Box en Hands of Orlac werd gepresenteerd in arthouses in Amerika, Lincoln Center en Smithsonian Institution. Tussendoor werd muziek geschreven en opgenomen voor de cartoon-serie 'the Twisted Tales of Felix the Cat'. Een kleine versie van Club Foot Orchestra voerde in 1999 met Gamelan Sekar Jaya een nieuwe score uit voor 'Legong: Dance of the Virgins', geschreven door Marriott en Made Subandi. Daarna heeft de groep opgetreden met nieuwe muziek voor 'The Battleship Potemkin' en 'Phantom of the Opera'.

## Discografie
- Wild Beasts, Ralph, 1986
- Kidnapped, Ralph, 1987
- Nosferatu (soundtrack), Ralph, 1989
- The Cabinet of Doctor Caligari, (soundtrack), Ralph, 1989
- Metropolis (soundtrack, live), Heyday, 1991
- Sherlock Jr. & Felix (soundtrack), Rastascan, 1995
- Wild Beasts, Kidnapped and More (verzamel-cd), Rastascan, 1995
- Plays Nino Rota: Selections from 'La Dolce Vita, Rastascan, 1998